# Hanna
Hanna eller Hannah är ett kvinnonamn med hebreiskt ursprung (Channah חַנָּה) som betyder nåd,vacker eller lycka. Hanna används ibland också som en kortform för Johanna. Kan även förkortas till Hani. Det äldsta belägget för namnet i Sverige är från år 1583. 
Namnet förekommer på flera ställen i Bibeln:
1. Hanna hustru till Elkana, Samuels mor (1 Sam 1:2ff, 2:1,21) (Gamla Testamentet)
2. Hanna, hustru till Tobit (Tob. 1:9, 2:11-13, 11:5) (Apokryferna)
3. En kvinna, Hanna som brast ut i lovsång när Josef och Maria bar fram Jesus i templet (Luk 2:36) (Nya Testamentet)

Namnet upplever nu en modevåg som började i mitten på 1980-talet och fortfarande är mycket stark. Namnet låg på plats 4 på topplistan 2002. Även i början av 1900-talet var namnet populärt.[källa behövs]
Den 31 december 2014 fanns det totalt 54 623 kvinnor och 869 män folkbokförda i Sverige med namnet Hanna eller Hannah, varav 35 855 kvinnor och 346 män bar det som tilltalsnamn.
Namnsdag i Sverige: 5 januari (sedan 1901). I den finlandssvenska namnsdagslängden har Hanna namnsdag 21 juli sedan 1950.
Hanna kan även vara ett efternamn, ett exempel på en person som bär namnet i Sverige är Stefan Hanna.

## Personer med namnet Hanna/Hannah
- Hanna Adelby, svensk skådespelare

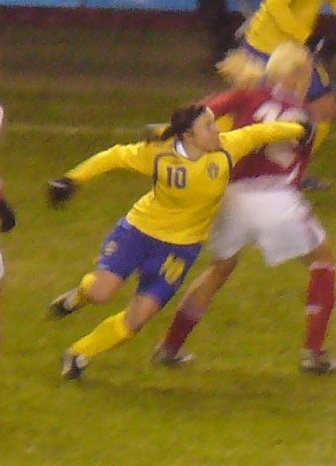
Hanna Ljungberg

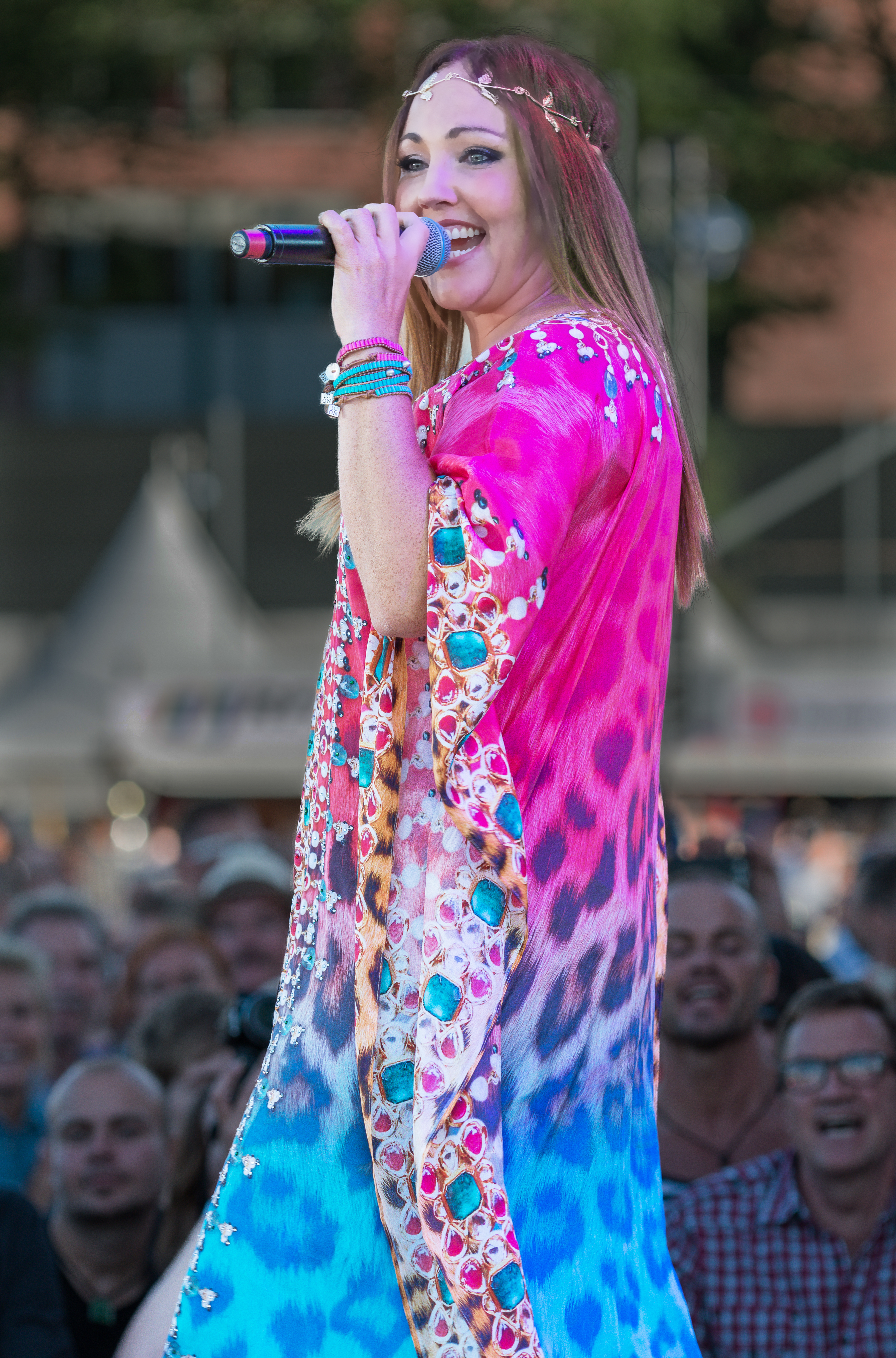
Hanna Hedlund

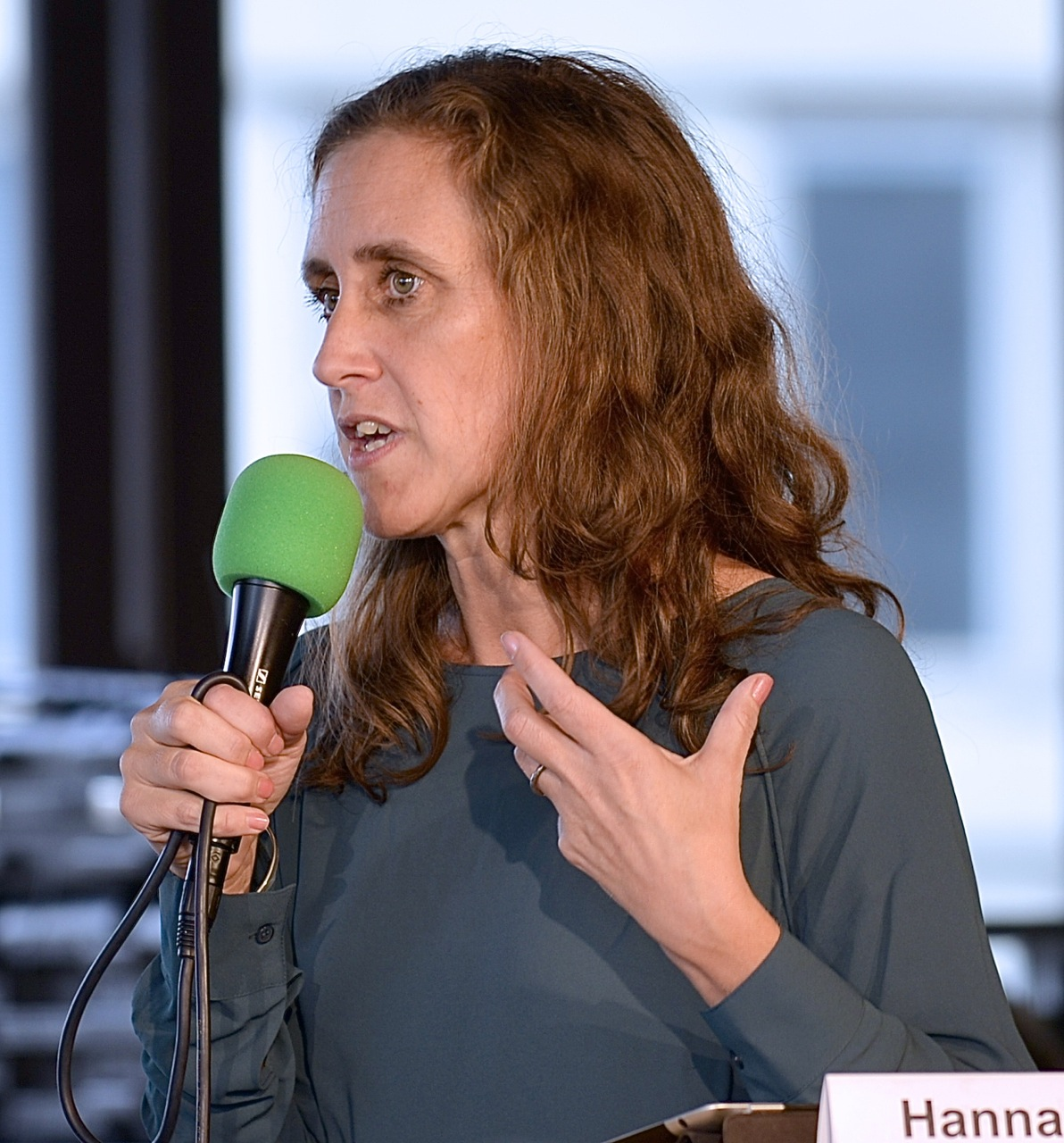
Hanna Stjärne

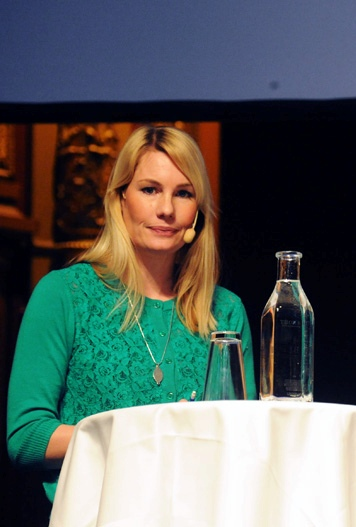
Hanna Marklund

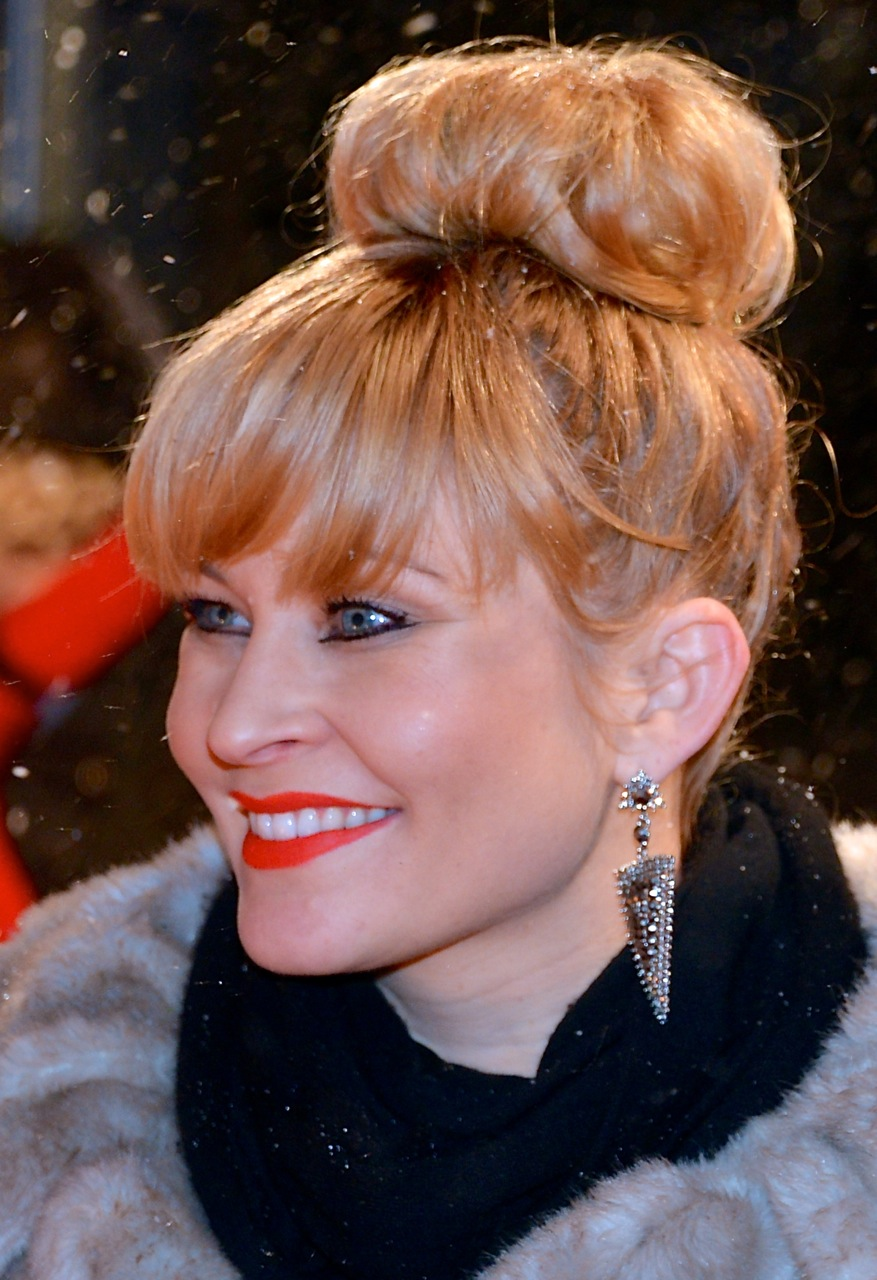
Hanna von Spreti

- Hanna Alsterlund, svensk skådespelare
- Hanna Alström, svensk skådespelare
- Hanna Ardéhn, svensk skådespelare
- Hannah Arendt, tysk filosof
- Hanna Bennison, svensk fotbollsspelare
- Hannah Bergstedt, svensk politiker (s)
- Hanna Brooman, svensk lärare och tonsättare
- Hannah Cullwick, brittisk författare
- Hanna Dorsin, svensk skådespelare och komiker
- Hanna Elffors Elfström, svensk skådespelare
- Hanna Elmquist, svensk sångerska
- Hannah England, brittisk friidrottare
- Hanna Erikson, svensk längdskidåkare
- Hanna Fahl, svensk journalist
- Hanna Falk, svensk längdskidåkare
- Hanna Fogelström, svensk handbollsspelare
- Hanna Fridén, svensk journalist
- Hannah Graaf Karyd, svensk modell, sångerska och programledare
- Hanna Grönvall, svensk politiker (s), känd för sitt arbete för hembiträdenas situation
- Hanna Hallgren, svensk författare
- Hanna Halmeenpää, finländsk grön politiker
- Hanna Hammarström, svensk fabrikör, Sveriges första tillverkare av telefontråd
- Hanna Hedlund, svensk sångerska
- Hanna Hellquist, svensk journalist och författare
- Hannah Herzsprung, tysk skådespelare
- Hannah Hoes Van Buren, amerikansk presidenthustru, gift med Martin Van Buren
- Hannah Holgersson, svensk sångerska
- Hannah Höch, tysk konstnär
- Hannah Kearney, amerikansk puckelpiståkare
- Hanna Krall, polsk journalist och författare
- Hanna Landing, svensk skådespelare
- Hanna Lejonqvist, svensk filmklippare
- Hanna Ljungberg, svensk fotbollsspelare, VM-silver 2003
- Hanna Elise Marcussen, norsk politiker
- Hanna Marklund, svensk fotbollsspelare, VM-silver 2003
- Hannah Mancini, amerikansk-slovensk sångerska
- Hanna Melnytjenko, ukrainsk friidrottare
- Hannah More, brittisk författare
- Hannah Murray, brittisk skådespelare
- Hanna Nordenhök, svensk dramatiker och författare
- Hanna Norman, svensk sångerska och musikalartist
- Hanna Ouchterlony, grundare av Frälsningsarmén i Sverige
- Hanna Pakarinen finsk sångerska
- Hanna Pauli, svensk konstnär
- Hanna-Mia Persson, svensk friidrottare
- Hanna Pettersson, svensk innebandyspelare
- Hanna Rydh, svensk arkeolog och politiker (fp)
- Hannah Ryggen, svensk-norsk textilkonstnär
- Hanna Sahlberg, svensk journalist
- Hanna Schygulla, tysk skådespelare
- Hanna-Maria Seppälä, finsk simmare
- Hannah Simone, brittisk-kanadensisk programledare, skådespelare och modell
- Hannah Spearritt, brittisk sångerska och skådespelare
- Hanna von Spreti, svensk sångerska och musikalartist
- Hanna Stjärne, svensk journalist, vd för Sveriges Television
- Hanna Suchocka, Polens första kvinnliga premiärminister
- Hannah Szenes, ungersk-judisk poet och motståndskämpe under andra världskriget
- Hannah Teter, amerikansk snowboardåkare
- Hanna Tibell, svensk riksspelman
- Hanna Tivander, svensk skådespelare
- Hanna Toll, svensk programledare
- Hanna Wagenius, svensk politiker (c)
- Hannah Ware, brittisk modell och skådespelare
- Hanna Westrin, svensk simmare
- Hannah Widell, svensk programledare
- Hanna Winge, svensk konstnär
- Hanna Zajc, svensk taekwondoutövare
- Hanna Zetterberg, svensk politiker (v) och skådespelare
- Hanna Öberg, skidskytt, bragdmedaljör